# Ur en foxterriers dagbok
Ur en foxterriers dagbok är en svensk stumfilm från 1916 i regi av Georg af Klercker.

## Om filmen
Filmen premiärvisades 14 november 1916 på Brunkebergsteatern i Stockholm. Filmen spelades vid Hasselbladateljén på Otterhällan i Göteborg och fick en uppföljare i 1918 års Ur en foxterriers dagbok II.

## Rollista
- Arvid Hammarlund – Hundens husse
- Stella – Foxterrier